# Żydowskie
Żydowskie (j. łemkowski Жыдівскє) – osada w Polsce położona w województwie podkarpackim, w powiecie jasielskim, w gminie Krempna.
Miejscowość obecnie opuszczona, znajduje się na terenie Magurskiego Parku Narodowego. W okolicy została otwarta ścieżka przyrodnicza „Kiczera” im prof. Jana Rafińskiego.

## Historia
Po raz pierwszy wzmiankowana w 1541, wieś znajdowała się na szlaku ze Żmigrodu do Bardejowa. W 1880 mieszkało w Żydowskiem około 500 osób, w tym 12 Żydów.  W 1859 r. otwarto szkołę, a w 1828 rozpoczęto budowę unickiej cerkwi pw. Wniebowstąpienia Pańskiego.
Podczas I wojny światowej w wyniku działań wojennych związanych z bitwą pod Gorlicami wieś została niemal doszczętnie zniszczona, a liczba mieszkańców spadła z 500 do około 380. W 1928 w wyniku schizmy tylawskiej 1/3 mieszkańców wsi przeszła na prawosławie i rozpoczęto budowę nowej cerkwi. Wcześniej, w 1922 roku, wybudowano obok starej nową cerkiew unicką.
Podczas II wojny światowej w trakcie operacji dukielsko-preszowskiej wieś została najpierw zajęta przez oddział kawalerii Armii Czerwonej, a następnie okrążona i zajęta przez jednostki niemieckie. W efekcie większość zabudowań została spalona lub rozebrana do budowy umocnień obronnych. Większość mieszkańców, chcących powrócić do Żydowskiego, zdecydowała się na przeprowadzkę do sąsiednich wsi, skąd zostali deportowani w okolice Doniecka lub Tarnopola.
Po wojnie na terenie wsi utworzono PGR oraz filię zakładu karnego. Obecnie Żydowskie jest całkowicie opuszczone.

## Ciekawe miejsca
- 2 cerkwiska
- Cmentarz łemkowski
- Kapliczki przydrożne
- Terenowa stacja badawcza Akademii Rolniczej w Krakowie i Magurskiego Parku Narodowego

## Szlaki turystyczne
- Kamień (714 m n.p.m.) – Krempna – Wysokie (657 m n.p.m.) – Żydowskie – Ożenna